# Heilig Hartbeeld (Voorschoten)
Het Heilig Hartbeeld is een standbeeld in de Nederlandse plaats Voorschoten, in de provincie Zuid-Holland.

## Achtergrond
Ter gelegenheid van een internationaal eucharistisch congres in Amsterdam wilde men de parochie wijden aan het Heilig Hart. Wim Harzing kreeg de opdracht een Heilig Hartbeeld te maken, het was zijn eerste grote opdracht. Het beeld werd in juli 1924 ingewijd en geplaatst voor de pastorie van de Sint-Laurentiuskerk. Het beeld heeft later jarenlang op het kerkhof achter de kerk gestaan, maar is in het begin van de 21e eeuw verdwenen.

## Beschrijving
Het beeld toont een staande Christusfiguur in het voor Harzing karakteristieke, gestileerde ontwerp. Christus is gekleed in een lang gewaad en heeft de rechterhand, met breed afhangende mouw, zegenend opgeheven. Hij wijst met de linkerhand naar het Heilig Hart op zijn borst.